# Pseudonepanthia
Pseudonepanthia is een geslacht van zeesterren uit de familie Asterinidae.

## Soorten
- Pseudonepanthia briareus (Bell, 1894)
- Pseudonepanthia gotoi A.H. Clark, 1916
- Pseudonepanthia gracilis (Rowe & Marsh, 1982)
- Pseudonepanthia grangei (McKnight, 2001)
- Pseudonepanthia nigrobrunnea (Rowe & Marsh, 1982)
- Pseudonepanthia reinga (McKnight, 2001)
- Pseudonepanthia troughtoni (Livingstone, 1934)